# メタロチオネイン
メタロチオネイン（metallothionein）は、1957年にMargoshesとValleeによって、ウマの腎臓からカドミウムを結合するタンパク質として発見された、金属結合性の結合タンパク質である。その名前は、金属 (metal) と硫黄 (thio) を豊富に含むタンパク質 (nein)という意味で名付けられた。メタロチオネインは全ての動物細胞に存在し、植物中にはファイトケラチンが認められる。金属の種類にもよるものの、1分子中に、最大で7個から12個の金属イオンを結合できる点から、必須微量元素の恒常性維持あるいは重金属元素の解毒の役割を果たしていると考えられている。また、抗酸化性タンパク質としても注目されている。

## 構造

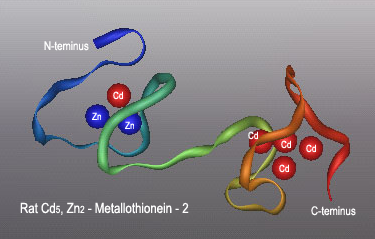
ラットのメタロチオネイン-2の3次元立体構造。
立体構造はリボンで表され、青色側がN末端、赤色側がC末端である。メタロチオネインにはd軌道に10個の電子を持つ金属元素ならば、配位結合され得る。この例の場合は、分子中に5つのカドミウム原子（赤い球）と2つの亜鉛原子（青い球）を含有している。なお、N末端（メチオニン残基）にはアセチル基が結合しているものの、画像上では省略した。

### アミノ酸配列の特徴
メタロチオネインは、動物種によって分子に差が見られるものの、分子量およそ6000から7000程度の低分子タンパク質である。哺乳動物では61から68個のアミノ酸が連なって構成されており、その約1/3に当たる20個程度のアミノ酸がシステインである。アミノ酸配列は下等動物から高等動物まで、比較的アミノ酸配列が良く保存されており、特にシステインの配列は良く保存されている。このため、動物種によらずメタロチオネインには、20個程度のチオール基を有する。
一方で、メタロチオネインは芳香族アミノ酸を含まない。したがって、芳香族アミノ酸が有する芳香環の部分が盛んに吸収する波長の光として知られる、280 nm付近の紫外線の吸光が、観測されない。この波長域の吸光は、タンパク質を簡易に検出する際に用いられるものの、メタロチオネインの場合には、別な方法で検出しなければならない。

### 金属元素との結合様式
メタロチオネインにおける金属結合ドメインのモチーフは、CxCあるいはCxxCである。メタロチオネインは2つのドメインに分けられ、C末端側をα-ドメインと呼び、N末端側をβ-ドメインと呼ぶ。α-ドメインで4つの、β-ドメインで3つの金属と結合可能である。なお、β-ドメインはα-ドメインよりも反応性に富み、他分子との金属交換反応では、まずβ-ドメインから金属元素が遊離し、交換される。
ヒトにおいては、メタロチオネイン-I から -IV までの4種のアイソフォームが存在し、メタロチオネイン-I はさらに、10種程のサブクラスが存在する。名前が示す通り、システイン由来のチオール基 (-SH) に富み、チオール基を介して金属を取り込む性質を有する。結合できる金属種はd軌道に電子を10個含む金属種である。メタロチオネイン1分子中に結合できる金属数は、亜鉛やカドミウムで最大7個、銅では最大12個である。
メタロチオネインに結合する金属種は18種類と言われているが、通常の生体に存在するメタロチオネインは、亜鉛を結合した形（Zn-MT）である。一般に、亜鉛と置換し得る金属種は、銅（Cu+）、カドミウム（Cd2+）、鉛（Pb2+）、銀（Ag+）、水銀（Hg2+）、およびビスマス（Bi2+）である。金属に対する親和性は金属により異なり、安定度定数は銅で1019から1017、カドミウムで1017から1015、亜鉛で1014から1011である。また、生体内での半減期も金属種により異なり、Cd-MTで約80時間、Cu-MTで約20時間、Zn-MTで約17時間である。

## 局在
メタロチオネイン-Iおよびメタロチオネイン-IIはほとんどの臓器で発現しているが、特に肝臓、腎臓、小腸およびすい臓で多く発現している。細胞内では細胞質および核に存在するが、細胞周期のSおよびG2期には核、G1期には細胞質に局在している。タンパク質の発現量は、動物種により相違が見られる。例えば、ヒト、イヌ、ネコ、ブタおよびヤギの肝臓では、湿重量あたりおおよそ400 µgから700 µgであるのに対し、サル、ウシ、ヒツジでは200 µg程度、ウサギやネズミでは2 µgから10 µgとばらつきが見られる。また、分子種間でも発現量に相違が見られ、ヒトでは一般にメタロチオネイン-IIの方がメタロチオネイン-Iよりも多く発現している。
メタロチオネイン-IIIは脳で発現している。他に、舌、胃、心臓、腎臓および生殖器官でmRNAの発現が見られる。また、メタロチオネイン-IVはある種の扁平上皮細胞で発現している。

## 生合成の誘導
メタロチオネインは、亜鉛やカドミウム等の金属の他に、グルココルチコイド、過酸化水素、インターロイキン-6など、種々の刺激で誘導される。
金属による誘導は、MTF-1 (metal transcriptional factor) およびMRE (metal responsive element) を介した経路が存在すると考えられている。亜鉛はMTF-1と結合、核移行後、メタロチオネインのプロモーター部位のMREと結合し、メタロチオネインが誘導される。他にカドミウムと銅が、この経路を介すると言われるものの、MTF-1と直接結合し得るのは亜鉛のみである。
活性酸素種による誘導は、過酸化水素が良く知られ、プロモーター部位のARE (antioxidant responsive element) を介した誘導である。また、一部プロテインキナーゼ経路を介するとも考えられている。
上記以外に、メタロチオネインはGRE (glucocorticoid responsive element) やAP-1サイトを持ち、グルココルチコイドやサイトカインにより誘導を受ける。

## 機能
メタロチオネインの生理的な役割については数多く報告されており、代表的には以下の通りである。
1. 必須微量元素の恒常性維持、あるいは過剰な重金属の解毒。
2. 活性酸素種などのラジカルやアルキル化剤の消去。

1. は分子中に金属を取り込む性質に由来し、生物にとって必須ではあるものの、その反応性の高さ故に毒性も有する重金属種の管理を行っている。これ以外に、代謝や転写を司る酵素に亜鉛含有酵素が多く存在するため、それらの酵素への亜鉛提供による代謝および転写調節の意味も有るかもしれないと示唆されている。
2. はシステイン残基のチオール基がラジカル種と容易に反応する性質に由来する。すなわち、金属と結合していないチオールが毒性を有するラジカル種と反応して、消去するのである。また、メタロチオネインは20残基のシステインを有するため、この消去能は高く、酸化に対する防御因子として高い能力を持っている。さらに、サイトカインなどの生理活性物質や四肢緊縛、紫外線などの外的ストレスでも誘導されるため、生体防御物質としての働きも注目されている。
MT-IIIは、他の分子種では見られない神経発育抑制活性を持ち、中枢神経系に重要な機能を有すると考えられる。MT-IVに関しての詳細は不明である。
医学的研究においては、ビスマスや亜鉛などメタロチオネインを誘導する化合物の前投与により、金属や活性酸素種の毒性軽減が試みられてきた。具体的には、ビスマス化合物投与により、シスプラチン（抗ガン剤）の代表的な副作用である腎毒性が軽減できる。また、ガンの発生との関連性も議論されている。肝ガンなどの一部のガンではメタロチオネインは現象するものの、それ以外の多くのガン病変で、メタロチオネインが誘導されている事が明らかとなった。しかし、ガンの発生に直接的な関与をしているかどうかに関しては、未だ議論中である。